# Algemeiner Journal
El Algemeiner Journal es un periódico semanal judío de Estados Unidos basado en la ciudad de Nueva York, el cual cubre noticias de Estados Unidos, Israel y el mundo en general. Fue fundado en 1972 por Gershon Jacobson, como Der Algemeiner Journal; este fue su editor en jefe hasta su muerte en 2005. Originalmente era publicado todo en ídish, pero en 1994 empezó a incluir un suplemento en inglés, hasta 2009, cuando pasó a ser un periódico en inglés con una sección en este idioma y cambió el "Der" por "The".
La versión impresa, además del contenido en inglés, tiene una sección en ídish. El canal de televisión Fox News lo llamó  "el periódico  judío de mayor crecimiento en los Estados Unidos."
Su sitio web es llamado por algunos "El Huffington Post judío", debido a que emplea el mismo sistema de contenido, alternando entre columnistas propios y blogueros.